# 俊徳丸

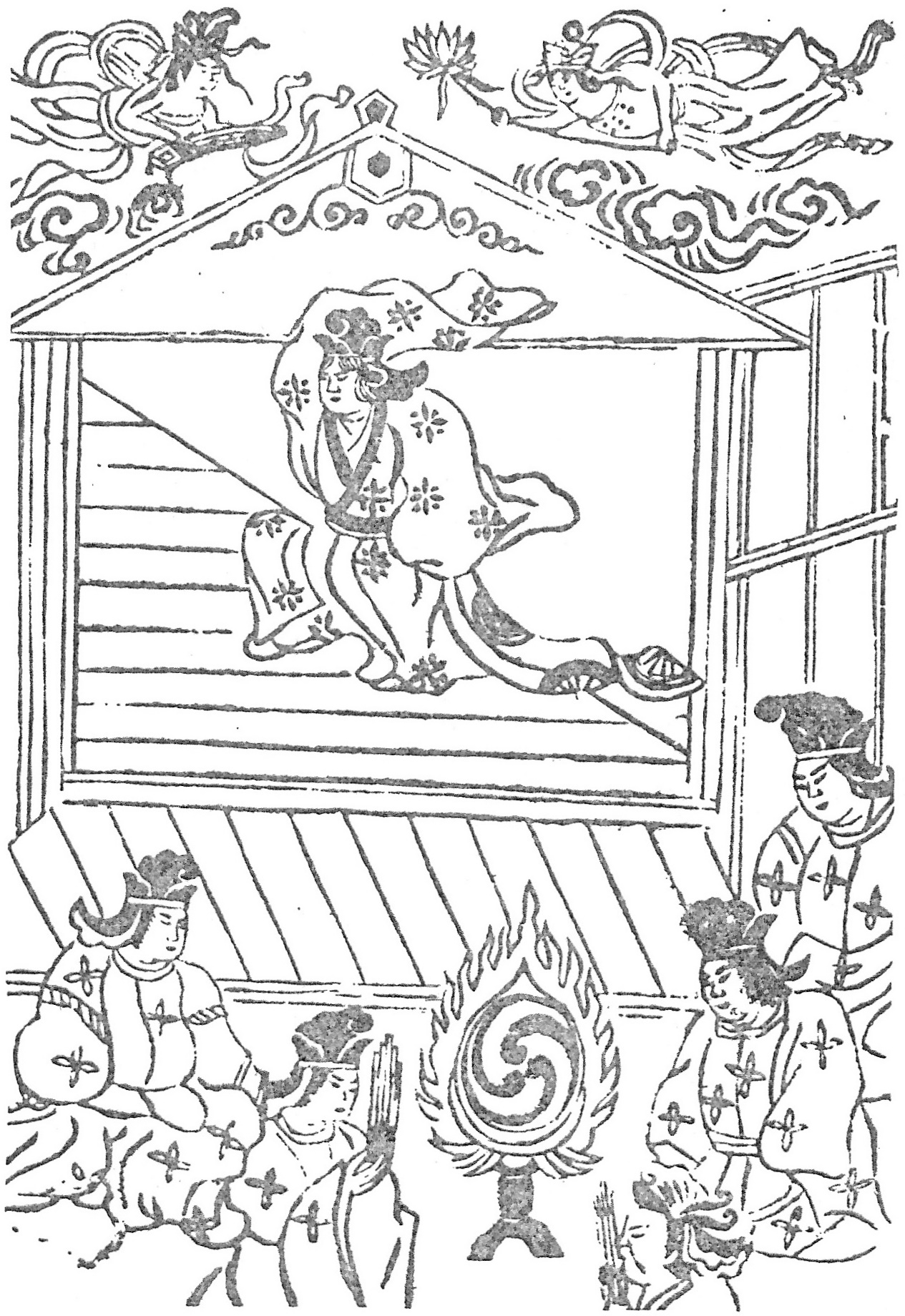
天下無双佐渡七太夫正本『せつきやうしんとく丸』（正保5年3月刊、九兵衛板）挿図

俊徳丸（しゅんとくまる）は、「俊徳丸伝説」（高安長者伝説）で語られる伝承上の人物。河内国高安の長者の息子で、継母の呪いによって失明し落魄するが、恋仲にあった娘・乙姫の助けで四天王寺の観音に祈願することによって病が癒える、というのが伝説の筋で、この題材をもとに謡曲の『弱法師』、説教節『しんとく丸』、人形浄瑠璃や歌舞伎の『攝州合邦辻』（せっしゅうがっぽうがつじ）などが生まれた。説教節『しんとく丸』では信徳丸（しんとくまる）。おなじ説教節『愛護若』（あいごのわか）との共通点も多い。

## 俊徳丸伝説
河内国高安の山畑（現在の八尾市山畑地区あたり）にいたとされる信吉長者には長年子供がいなかったが、清水観音に願をかけることでようやく子供をもうける。俊徳丸と名付けられた子は容姿が良く、頭も良い若者で、そのため四天王寺の稚児舞楽を演じることとなった。この舞楽を見た隣村の蔭山長者の娘・乙姫は俊徳丸に魅かれた。二人は恋に落ち、将来、一緒になることを願うようになった。しかし継母は自分の産んだ子を世継ぎにしたいと願ったため、俊徳丸は継母から憎まれ、ついには継母によって失明させられてしまった。さらに癩病にも侵され、家から追い出されてしまい、行きついたのは四天王寺であった。そこで俊徳丸は物乞いしながら何とか食いつなぐというような状態にまでなり果てた。この話を村人から伝え聞いた蔭山長者の娘は四天王寺に出かけ、ついに俊徳丸を見つけ出して再会することとなった。二人が涙ながらに観音菩薩に祈願したところ、俊徳丸の病気は治り、二人は昔の約束どおり夫婦となって蔭山長者の家を相続して幸福な人生を送ったとされる。それに引き換え、山畑の信吉長者の家は、信吉の死後、家運が急に衰退し、継母は物乞いとなり、最後には蔭山長者の施しを受けなくてはならないような状態になったという。

## 謡曲『弱法師』
俊徳丸伝説を下敷きにした能。四天王寺を舞台とする。観世元雅作。他の俊徳丸伝説より悲劇性が高く、俊徳丸は祈っても視力が回復せず、回復したような錯覚に陥るだけである。題名は普通「よろぼおし」と読むが、謡曲の本文中では「よろぼし」と読む（金春信高注釈 『弱法師』）。
謡曲をもとにした翻案に落語の「弱法師」、三島由紀夫の戯曲「弱法師」（『近代能楽集』）がある。

### 登場人物
- シテ：俊徳丸
- ワキ：高安通俊(俊徳丸の父)
- アイ：通俊の供人

### あらすじ
俊徳丸は、人の讒言を信じた父・通俊により家から追放されてしまう。
彼は悲しみのあまり盲目となってしまい、乞食坊主として暮らす事を余儀なくされる。
盲目故のよろよろとした姿から、周囲からは弱法師と呼ばれていた。
陰暦2月彼岸の中日、真西に沈む夕日を拝む為、俊徳丸は四天王寺を訪れた。
天王寺の西門は極楽浄土の東門と向かいあっていると信じられていたので、落日を拝む(日想観（じっそうかん）)事で極楽浄土に行けると信じられていたのだ。
この日の四天王寺は日想観を行う人で賑わっていた。
そこに俊徳丸の父、通俊が現れる。
通俊は俊徳丸を追い出した事を後に悔いるようになり、四天王寺で貧しいものに施しをすることで罪滅ぼしをしようとしていたのだ。
俊徳丸に気付いた通俊だったが、乞食になり果てたわが子に話しかけるのをはばかり、日が暮れて人目が無くなるのを待つ事にする。
俊徳丸が日想観を行うと、祈りが通じたのか、これまで見えなかった目が見えるようになる。
気分が高揚した俊徳丸は、あちらこちらへと歩きまわり、周囲の景色を見てまわる。
しかし、行き交う人々にぶつかってよろけ、現実に引き戻される。
目が見えたと思ったのは、ただの錯覚だったのだ。
そんな俊徳丸を見て周囲の人々は嘲笑う。
彼は二度とうかれまいと暗々たる気持ちになる。
日が暮れ、一人たたずむ彼に父の通俊が話しかける。
話しかけられた俊徳丸は、乞食の我が身を恥じ、よろよろとしながら、あらぬ方へと逃げてゆく。
通俊はそれに追い付き、彼を家へと連れて帰るのだった。

## 人形浄瑠璃『攝州合邦辻』
『攝州合邦辻』（摂州合邦辻、せっしゅうがっぽうがつじ）は、謡曲や説経節を下敷きにした上下二巻の人形浄瑠璃の作品。高安通俊の後妻玉手御前と俊徳丸の関係を中心に描く。安永2年（1773年）2月初演、菅専助・若竹笛躬合作。歌舞伎にも移され、「合邦庵室」の場は文楽・歌舞伎の人気演目として現在でもよく上演される。

## 小説「身毒丸」その他
折口信夫は俊徳丸伝説から仏教的・教義的な要素を取り払い、近世芸能の原始的なかたちを再現することを意図して短編小説「身毒丸」を書いた（大正6年発表）。「身毒丸」は「しんとく丸」にこの字を当てはめたもので、主人公は先祖伝来の病を持つ田楽師の息子として描かれている。折口信夫は「しんとく丸は『俊徳丸』と表記されることが多いが、もともとは『身毒丸』と表記されていたのだろう」と語っている。なお、身毒とは天竺（日本や中国におけるインドの旧称）を指す「Sindhu」の音訳である。
寺山修司・岸田理生合作によるアングラ演劇『身毒丸』（1978年初演）は、『しんとく丸』『愛護若』をモチーフとした現代劇で、主人公身毒丸と、「母を売る店」で買われた義理の母親との情愛を描いている。1995年には岸田による改訂版を蜷川幸雄が演出、1997年より藤原竜也が主演し評判を呼んだ。（詳細は身毒丸 (舞台作品)を参照）
近藤ようこの漫画『妖霊星 身毒丸の物語』（1992 - 1993年）は、説教節『しんとく丸』をもとにした翻案である。この漫画では田楽師の身毒丸が、彼と生き写しの娘・乙姫に懸想され、彼女の呪いによって失明・落魄するが、その後乙姫の祈念によって救われ、彼女の子供として生まれ変わる。またこの作品では救いの祈願をかける仏も、身毒丸がその申し子であるところの清水観音になっている。

## 史跡

### 俊徳丸鏡塚
俊徳丸鏡塚（しゅんとくまるかがみづか）は、八尾市山畑地区にある6世紀ごろの横穴式の石室墳墓。高安古墳群に属する古墳のひとつであり、いつしか俊徳丸の伝説と結びついた。これはこの伝説が古墳時代にまで遡る古いものであると地域の人々が感じるほど、古くから語り継がれてきたという証拠であるともいえる。石室入口前には石碑と実川延若が寄進した焼香台がある。

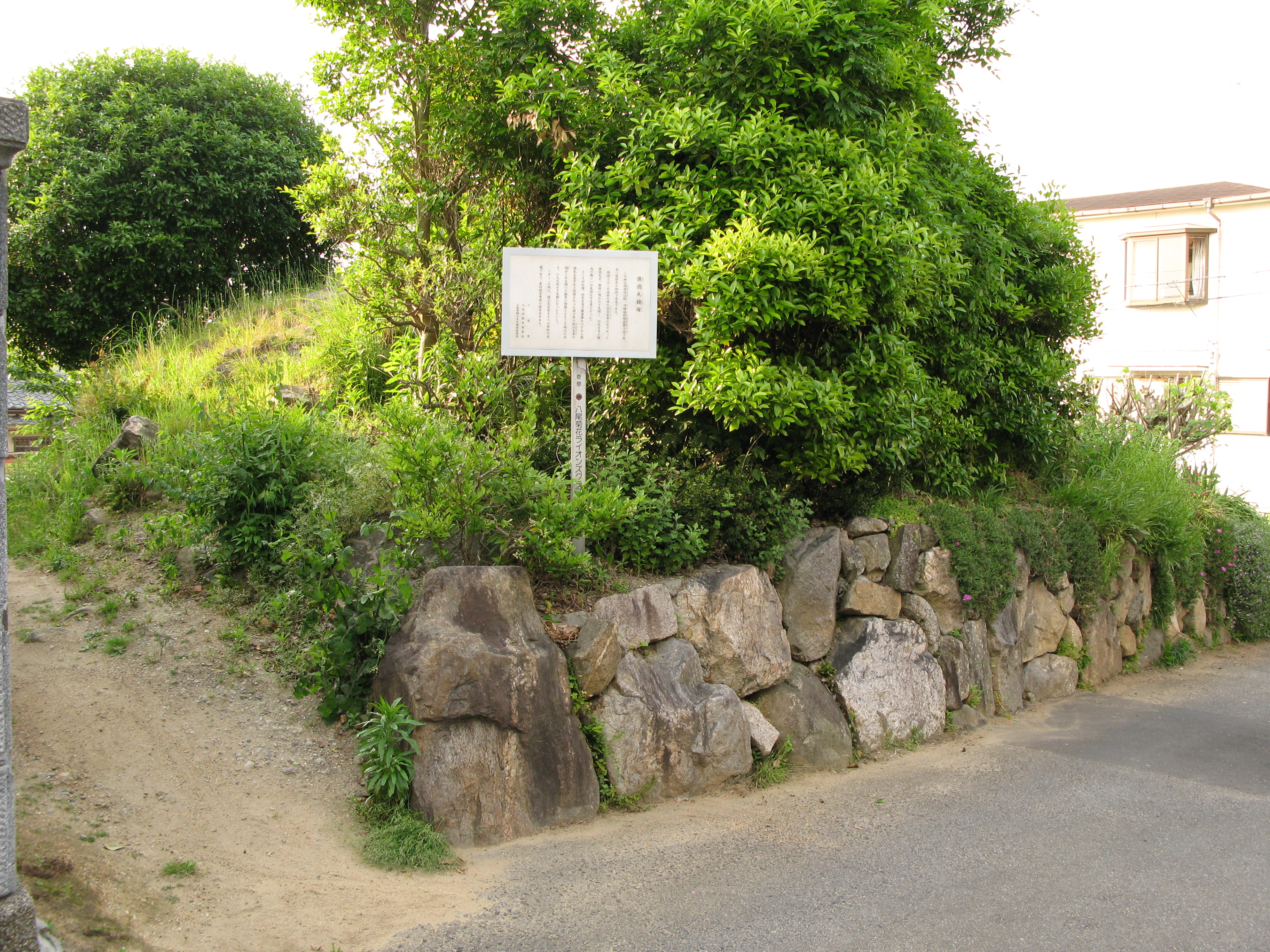
俊徳丸鏡塚
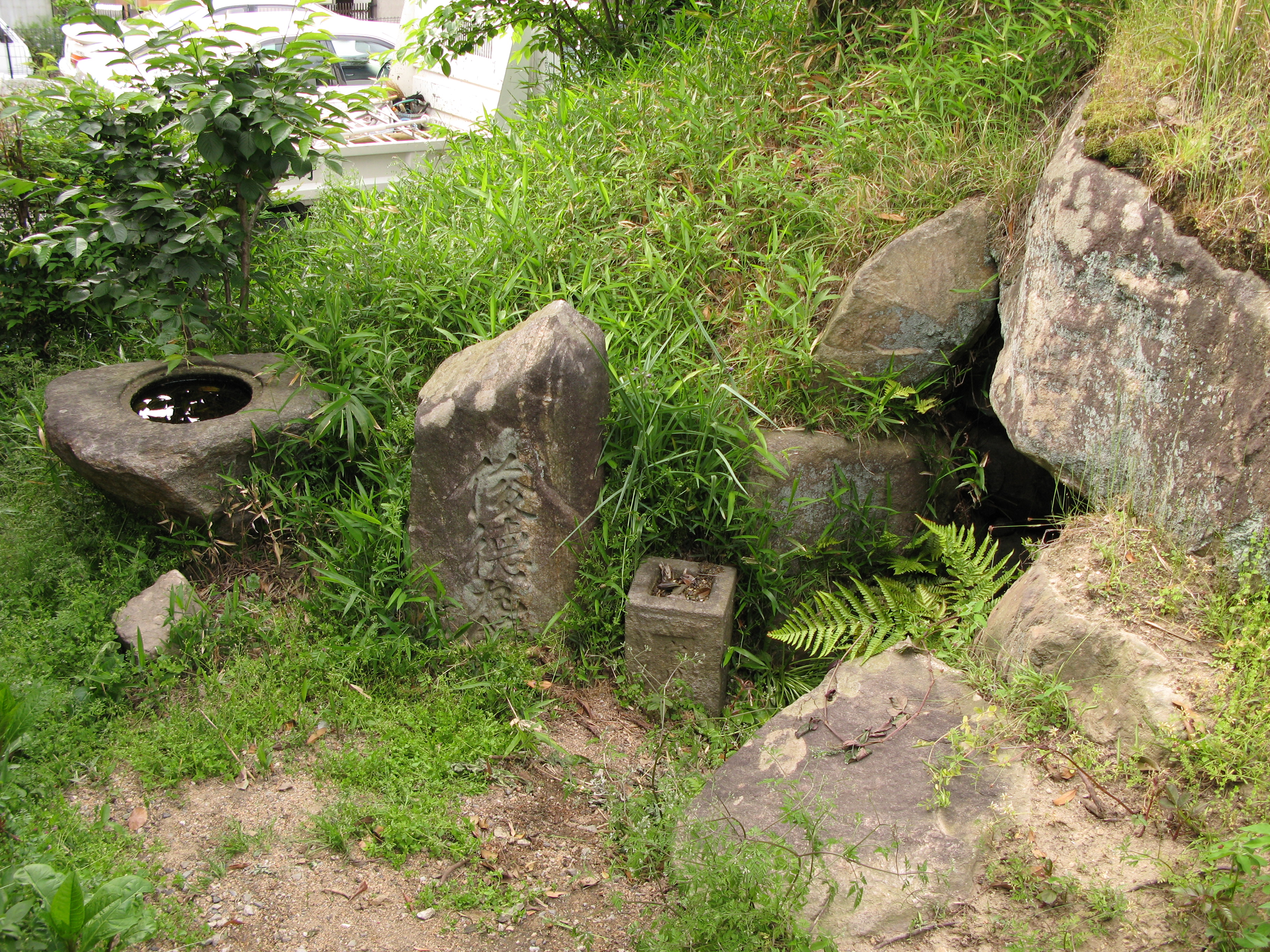
俊徳丸鏡塚 石碑と焼香台
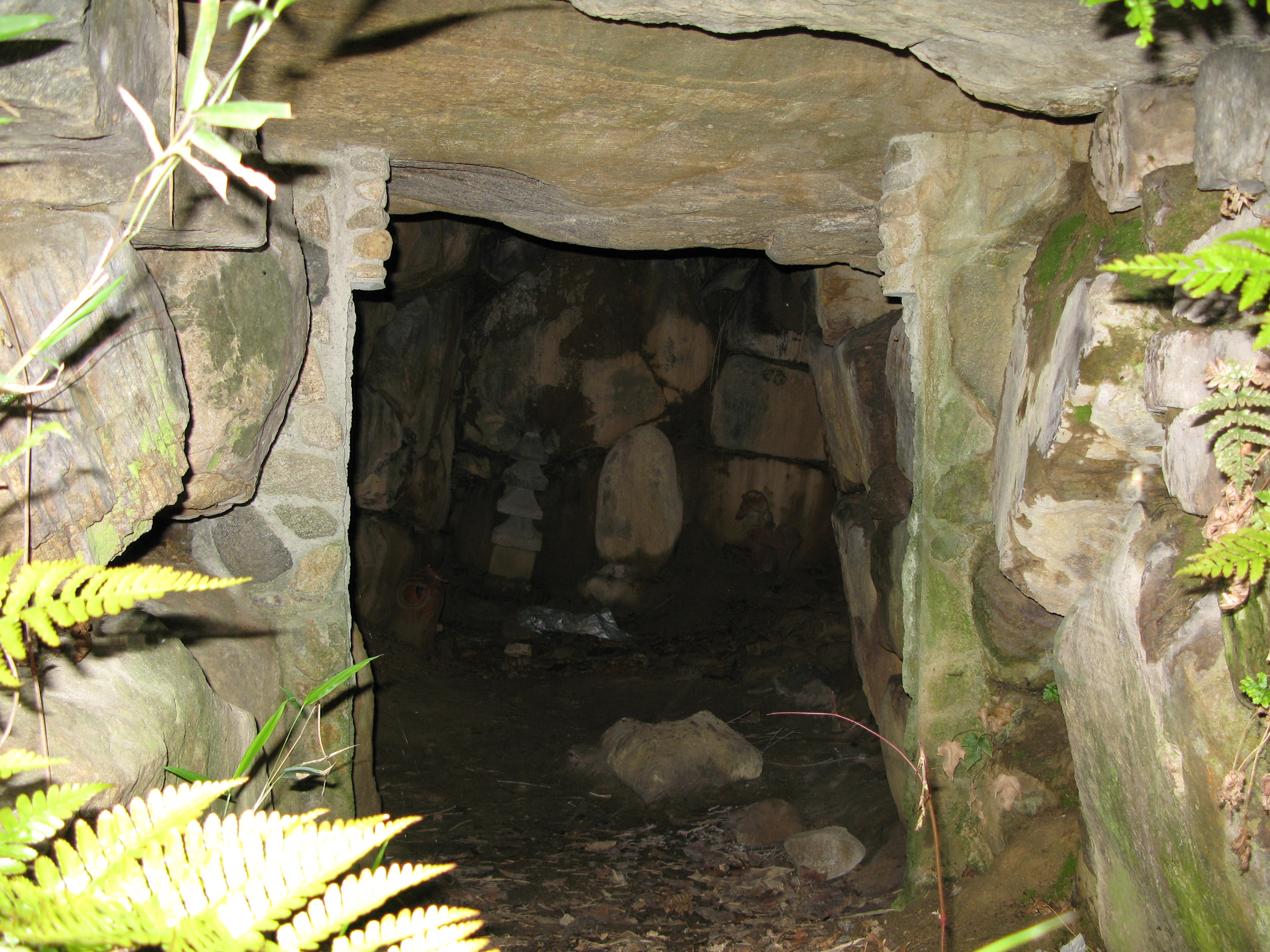
俊徳丸鏡塚 石室内部

### 俊徳道
俊徳丸が高安から四天王寺へ通ったといわれる道筋が、今に残る俊徳道だといわれており、近鉄俊徳道駅など沿道付近にある施設・旧跡に「俊徳」の名が冠されている。
ただし、その道筋は俊徳丸が住んでいたとされる山畑地区からは少し北に離れている。